# Aeropuerto Internacional de Kona
El Aeropuerto Internacional Ellison Onizuka Kona en Keāhole (del inglés: Kona International Airport) (IATA: KOA, OACI: PHKO, FAA LID: KOA) se encuentra en la Isla de Hawái, en Kalaoa, Condado de Hawái, Hawái, Estados Unidos.  El aeropuerto sirve a la isla de sotavento (oeste) de Hawái, incluida la ciudad de Kailua-Kona y los centros turísticos de los distritos de North Kona y South Kohala.
Está incluido en el Plan Nacional de Sistemas Aeroportuarios Integrados de la Administración Federal de Aviación (FAA) para 2017-2021, en el que se clasifica como una instalación de servicio comercial primario de centro pequeño.

## Instalaciones y aeronaves
El Aeropuerto Internacional Ellison Onizuka Kona en Keāhole cubre 1,100 ha (2,700 acres) a una altitud de 14 m (47 pies) sobre el nivel medio del mar. Tiene una pista de asfalto, 17/35, de 3,353 x 46 m (11,000 por 150 pies).
La instalación del gobierno estatal de Hawái opera una pista y un complejo terminal de edificios de un solo piso a lo largo del borde este del aeródromo para pasajeros, carga aérea y correo, apoyo aeroportuario y aviación general. Las operaciones del aeropuerto dependen del Departamento de Transporte de Hawái.
Kona International es el único aeropuerto importante que queda en el Archipiélago de Hawái donde se utiliza una rampa móvil para planear y desembarcar pasajeros. Kona International cuenta con un servicio diario de aviones de pasajeros de Airbus y Boeing que incluye aviones 717, 737, 757, 767, A321, A330 y 777, así como aviones más pequeños entre islas y aviación privada general. La terminal del aeropuerto es un conjunto de estructuras al aire libre y laberínticas. Mucho después de que otros aeropuertos de Hawái convirtieran sus terminales en edificios de varios pisos con sistemas de pasarelas de acceso a aeronaves, Hawaiian Airlines aún podía utilizar las salidas de cono de cola de su flota DC-9 en Kailua-Kona.
En 2005 se preparó una declaración de impacto ambiental para agregar una segunda pista. La Fuerza Aérea de los Estados Unidos investigó la construcción de una segunda pista de 1,200 m (3,950 pies) en 2009. Esto se utilizaría para practicar el aterrizaje de aviones de carga militares C-17 en una pista corta. Aunque la pista de 3,353 m (11,000 pies) permite vuelos a Japón y Chicago, es el único aeropuerto importante de Hawái con una sola pista.
En el año que terminó el 30 de junio de 2016, el aeropuerto tuvo 120,879 operaciones de aeronaves, un promedio de 331 por día: 49% de aviación general, 21% comercial programado, 17% taxi aéreo y 13% militar. Entonces, un total de 66 aviones se basaron en este aeropuerto; 42 monomotores, 8 multimotores, 13 helicópteros y 3 ultraligeros.
El aeropuerto tiene tres áreas de puertas:
- La Terminal 1 incluye las puertas 1 a 5
- La Terminal 2 incluye las puertas 6-10
- La Terminal 3 (terminal de cercanías)

## Aerolíneas y destinos

### Pasajeros
| Aerolíneas         | Destinos                                                                                                  |
| ------------------ | --- |
| Air Canada         | Estacional: Vancouver                                                                                     |
| Alaska Airlines    | Los Ángeles, Portland (OR), San Diego, San Francisco, San José (CA), Seattle/Tacoma Estacional: Anchorage |
| American Airlines  | Los Ángeles, Phoenix–Sky Harbor Estacional: Dallas/Fort Worth                                             |
| Delta Air Lines    | Los Ángeles, Seattle/Tacoma Estacional: Salt Lake City (inicia el 19 de diciembre de 2025)                |
| Hawaiian Airlines  | Honolulu, Kahului, Lihue, Sacramento                                                                      |
| Mokulele Airlines  | Kahului, Waimea                                                                                           |
| Southwest Airlines | Honolulu, Kahului, Las Vegas, Sacramento Estacional: Los Ángeles                                          |
| United Airlines    | Denver, Los Ángeles, San Francisco Estacional: Chicago-O'Hare                                             |
| WestJet            | Estacional: Calgary, Vancouver                                                                            |

### Carga
| Aerolíneas      | Destinos                   |
| --------------- | -------------------------- |
| Aloha Air Cargo | Hilo, Honolulu, Kahului    |
| Amazon Air      | Riverside/March Air Base   |
| Atlas Air       | Kahului, Ontario           |
| Kalitta Air     | Los Ángeles                |
| UPS Airlines    | Honolulu, Kahului, Ontario |

### Destinos internacionales
Se ofrece servicio a 2 destinos internacionales (estacionales), a cargo de 2 aerolíneas.
| Ciudades                                               | Nombre del aeropuerto                 | Aerolíneas                                     |              |              |
| Norteamérica                                           | Norteamérica                          | Norteamérica                                   | Norteamérica | Norteamérica |
| ------------------------------------------------------ | ------------------------------------- | ---------------------------------------------- | ------------ | ------------ |
| Canadá (2 destinos [estacionales], 2 aerolíneas)       |                                       |                                                |              |              |
| Calgary                                                | Aeropuerto Internacional de Calgary   | WestJet (Estacional)                           |              |              |
| Vancouver                                              | Aeropuerto Internacional de Vancouver | Air Canada (Estacional) / WestJet (Estacional) |              |              |
| Total: 2 destinos (estacionales), 1 país, 2 aerolíneas |                                       |                                                |              |              |

## Estadísticas

### Rutas más transitadas
| Número | Ciudad                    | Pasajeros | Aerolínea                                                                               |
| ------ | ------------------------- | --------- | --------------------------------------------------------------------------------------- |
| 1      | Honolulu, Hawái           | 727,000   | Hawaiian Airlines, Southwest Airlines                                                   |
| 2      | Los Ángeles, California   | 270,000   | Alaska Airlines, American Airlines, Delta Air Lines, Hawaiian Airlines, United Airlines |
| 3      | Seattle, Washington       | 207,000   | Alaska Airlines, Delta Air Lines                                                        |
| 4      | Kahului, Hawái            | 149,000   | Hawaiian Airlines, Mokulele Airlines, Southwest Airlines                                |
| 5      | San Francisco, California | 137,000   | United Airlines                                                                         |
| 6      | Denver, Colorado          | 96,000    | United Airlines                                                                         |
| 7      | Phoenix, Arizona          | 71,000    | American Airlines                                                                       |
| 8      | Las Vegas, Nevada         | 58,000    | Southwest Airlines                                                                      |
| 9      | Oakland, California       | 58,000    | Southwest Airlines                                                                      |
| 10     | San Diego, California     | 46,000    | Alaska Airlines                                                                         |

## Aeropuertos cercanos
Los aeropuertos más cercanos son:
- Aeropuerto de Kamuela (50km)
- Aeropuerto Internacional de Hilo (103km)
- Aeropuerto de Hana (118km)
- Aeropuerto de Kahului (135km)
- Aeropuerto de Lanai City (150km)